# Hermann Fellner (Politiker)
Hermann Fellner (* 20. Dezember 1950 in Träglhof; † 17. Mai 2020) war ein deutscher Politiker (CSU) und Mitglied des Deutschen Bundestages.

## Leben und Beruf
Fellner wuchs zusammen mit fünf Geschwistern auf dem elterlichen Bauernhof in Träglhof auf. Zur Schule ging er in der einklassigen Volksschule in Massenricht. Nach dem Abitur am Weidener Augustinus-Gymnasium schrieb er sich für ein Jura-Studium an der Universität Regensburg ein.
Nach seinem Studium kehrte er zurück auf den 1971 abgebrannten elterlichen Landwirtschaftsbetrieb und baute zusammen mit seinem Bruder den Betrieb wieder auf. Dabei sammelte er praktische Erfahrungen in der Landwirtschaft. Fellner arbeitete als Rechtsanwalt in Freudenberg (Oberpfalz).

## Politik
Schon früh war Fellner politisch organisiert. So fungierte er z. B. als Vorsitzender des Ortsverbandes der Jungen Union Ehenfeld – Massenricht. Während seines Studiums war er im Ring Christlich-Demokratischer Studenten aktiv.
1980 zog Fellner als damals jüngster Abgeordneter als Direktabgeordneter des Wahlkreises Amberg in den Deutschen Bundestag ein. Bei der Nominierungsversammlung setzte er sich gegen Heinrich Aigner durch, der ein Doppelmandat in Bonn und Brüssel anstrebte. Bis 1990 gehörte er dem Deutschen Bundestag an. In dieser Zeit nahm er u. a. das Amt des innenpolitischen Sprechers der CSU-Landesgruppe wahr.
Fellner äußerte 1985, im Zusammenhang mit dem Verkauf des Flick-Konzerns an die Deutsche Bank, auf die Frage, ob es zu Entschädigungszahlungen für die Zwangsarbeiter während der Nazi-Zeit kommen sollte, dass er „für einen Anspruch der Juden weder eine rechtliche noch eine moralische Grundlage“ sehe. Es werde „der Eindruck erweckt, dass die Juden sich schnell zu Wort melden, wenn irgendwo in deutschen Kassen Geld klimpert“. Auch sollten die Juden „uns nicht mit solchen Forderungen in Verlegenheit bringen“. Es stelle sich die Frage, welche Forderungen dieser Art noch kommen könnten; zugleich forderte er „Irgendwann müssen wir Ruhe haben“ und verlangte von den Juden „mehr Sensibilität für die Deutschen“. Später empfahl Fellner der Deutschen Bank, auch ohne eine rechtliche Verpflichtung die Entschädigung zu zahlen, und erläuterte seine als antisemitisch kritisierten Aussagen, für die er – nach anfänglicher Ablehnung – sich vor dem Bundestag am 16. Januar 1986 entschuldigte, dahingehend, dass er eine Wiedergutmachung unter moralischen Gesichtspunkten nicht in Frage stelle (es bestehe aber keine rechtliche Grundlage), nannte dann aber angesichts des angeschlagenen Flick-Konzerns den Zeitpunkt der Forderungen „nahezu unmoralisch“.

## Sonstige Ämter
- Kuratoriumsvorsitzender des ATZ Entwicklungszentrums in Sulzbach-Rosenberg bis Januar 2011[6]
- Ortsvorsitzender der CSU in Freudenberg (Oberpfalz)
- stellvertretender Vorsitzender der Eurosolar-Sektion Deutschland

## Ehrungen
- 1990: Verdienstkreuz am Bande der Bundesrepublik Deutschland